# Rennell Oriental
Rennell Oriental, a l'illa de Rennell, l'illa més al sud de l'arxipèlag de les illes Salomó, és un antic atol que, a causa de moviments tectònics va emergir i conté un llac, el llac Tegano (Et Nggano), amb una àrea de 15,5 mil hectàrees.
Rennell és el major atol coral·lí creat al món i la zona en Rennell que envolta el llac Tegano conté moltes espècies endèmiques.
L'àrea considerada Patrimoni de la Humanitat correspon a prop d'un terç de l'illa Rennell i inclou el llac Tegano, els seus marges són una zona marítima de tres milles nàutiques, en un total de prop de 37 mil hectàrees. Després de l'elevació del atol primigeni, la seva llacuna va donar origen al llac Tegano, que amb els seus 15.500 hectàrees és el més gran de totes les illes del Pacífic. En les seves aigües salobres emergeixen nombrosos illots calcaris que alberguen espècies endèmiques. El lloc està cobert per espessos boscos el dosser aconsegueix una altura de 20 metres de mitjana. A més, les seves condicions climàtiques, caracteritzades per la freqüència de fenòmens ciclònics, fan d'ell un autèntic laboratori natural per als estudis científics. La propietat i administració del lloc es regeixen pel dret consuetudinari.
L'aigua del llac és salobre, una vegada que és alimentat per deus d'aigua dolça, però existeixen unions subterrànies amb el mar, i conté diverses petites illes. El llac té 29 km de longitud i 10 d'amplada, ocupant prop del 18% de l'àrea total de l'illa: és la major massa d'aigua continental a les illes de l'oceà Pacífic. El fons del llac està cobert per diversos metres de sediment. Està inscrit a la llista del Patrimoni de la Humanitat de la UNESCO des del 1998. El 2013, el Comitè del Patrimoni de la Humanitat ha afegit Rennell a la lista del Patrimoni Mundial en Perill a causa de l'amenaça que suposen les activitats de tala.
Les illes Salomó es troben en un important punt de transició en una seqüència de biodiversitat flora l decreixent de l'oest cap a l'est de l'oceà Pacífic, amb una disminució del nombre de gèneres de fanerògama de prop de 1400 a Papua-Nova Guinea a prop de 260 a Tonga i Niue. A les illes Salomó es troben 650 espècies de fanerògames, de les que 160, o el 25% del total, no es troben en cap illa cap a l'est. No van ser trobades espècies d'arbres endèmiques a l'illa Rennell, però estan descrites deu espècies de plantes, entre les quals, l'orquídia Dendrobium Rennellii que es troba només en les petites illes del llac Tegano. Existeixen igualment dues espècies endèmiques de "palmera de cargol" (Pandanus lacustris i Pandanus Rennellensis).
Respecte de la fauna, hi ha a l'illa 11 espècies de ratpenats, incloent una endèmica, Pteropus Rennelli i prop de 40 espècies d'aus, tant terrestres com aquàtiques, on quatre espècies i nou subespècies són endèmiques de l'illa Rennell. El llac Tegano és l'únic lloc conegut on es troba la serp marina verinosa Laticauda Crockeri.

## Galeria d'imatges

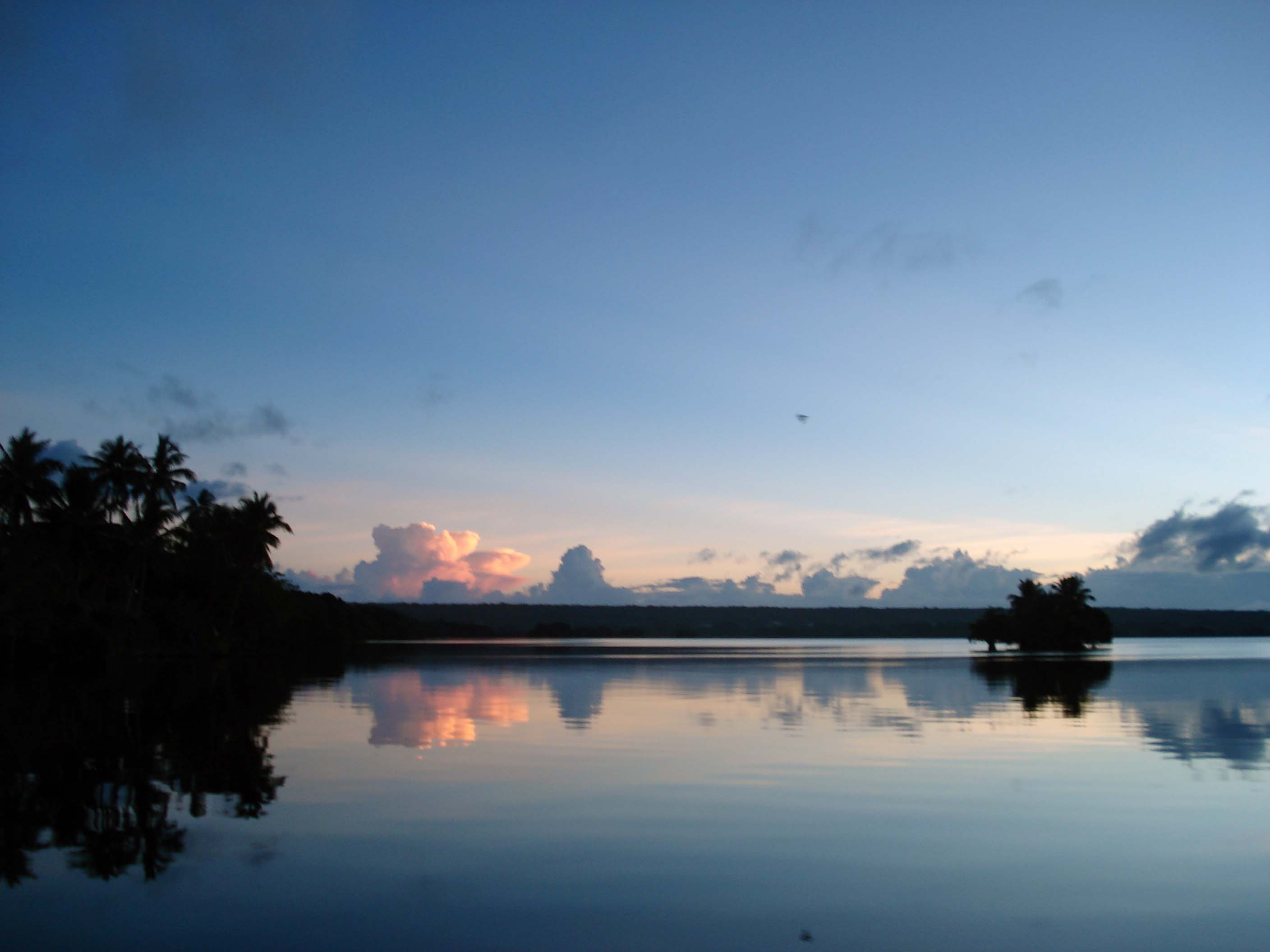
Vista del llac Tegano
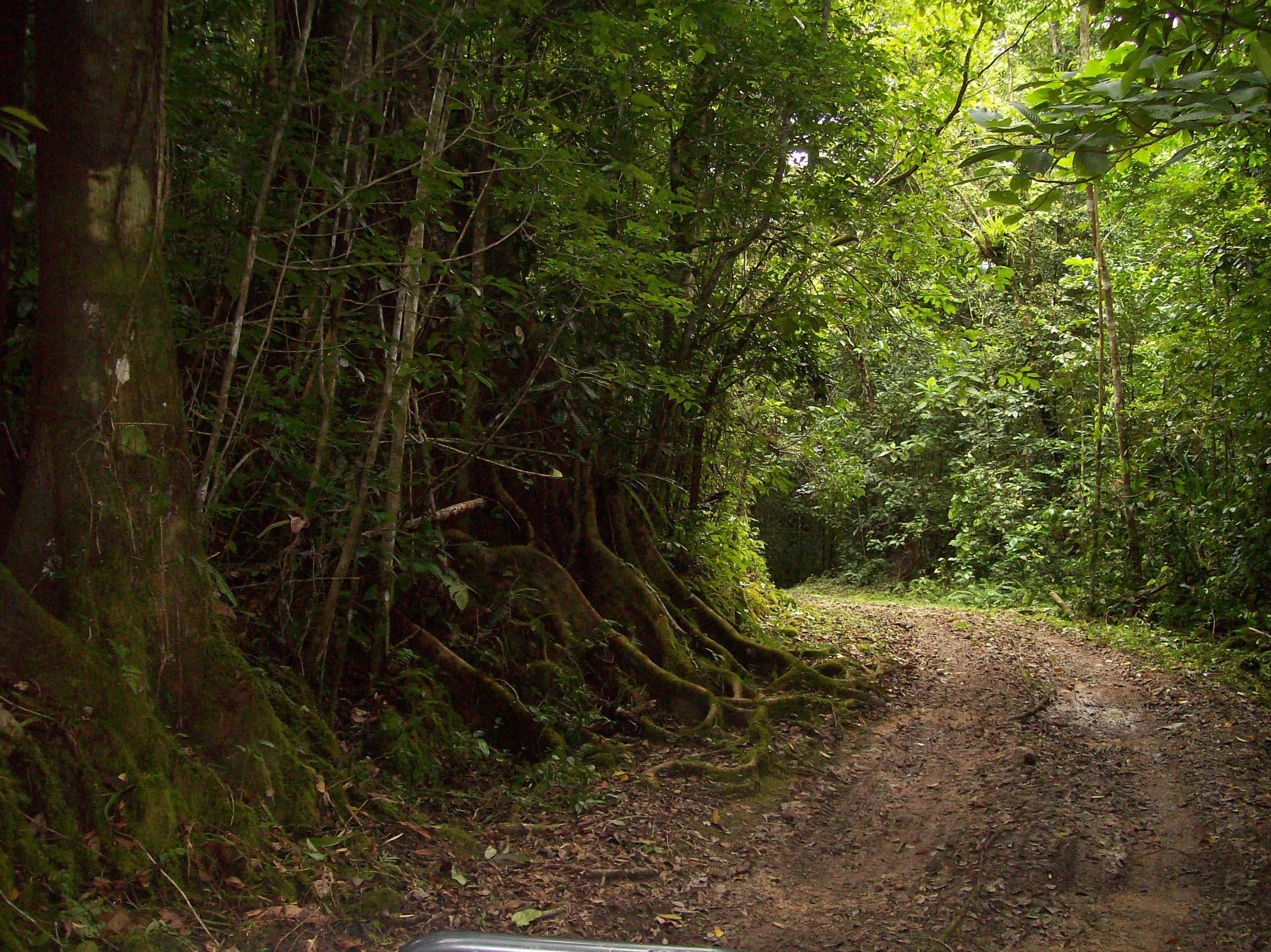
Boscos de l'illa de Rennell
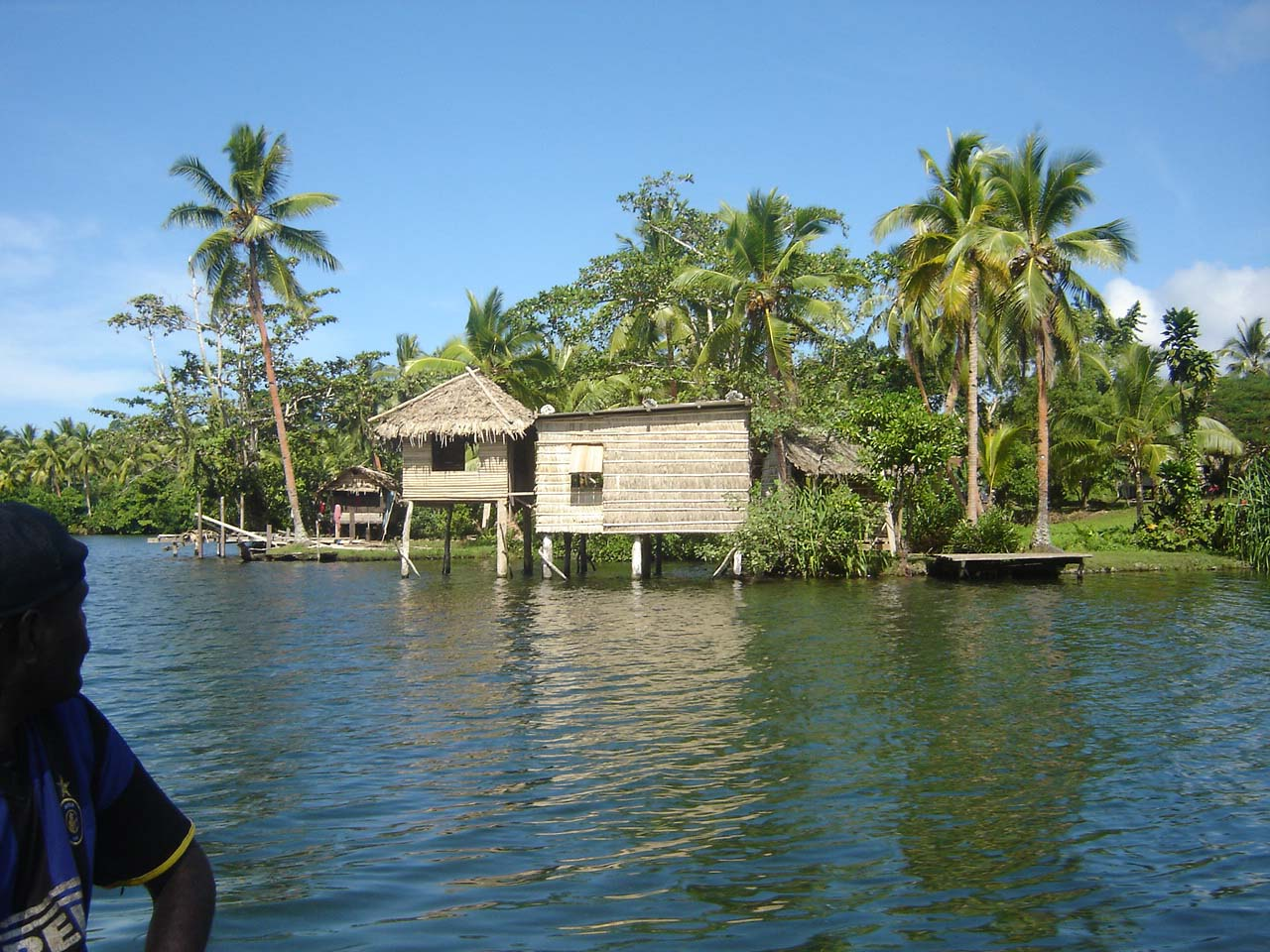
Casa al llac Tegano